# Кубок Англії з футболу 1949—1950
Кубок Англії з футболу 1949—1950 — 69-й розіграш найстарішого футбольного турніру у світі, Кубка виклику Футбольної Асоціації, також відомого як Кубок Англії. Втретє титул здобув Арсенал.

## Перший раунд
| Дата                      | Господарі              | Рахунок | Гості                    |
| ------------------------- | ---------------------- | ------- | ------------------------ |
| 26 листопада              | Честер                 | 4:1     | Гул Таун                 |
| 26 листопада              | Дарлінгтон             | 2:2     | Кру Александра           |
| 30 листопада Перегравання | Кру Александра         | 1:0     | Дарлінгтон               |
| 26 листопада              | Гастінгс Юнайтед       | 1:3     | Джиллінгем               |
| 26 листопада              | Веймут                 | 2:2     | Олдершот                 |
| 30 листопада Перегравання | Олдершот               | 2:3     | Веймут                   |
| 26 листопада              | Йовіл Таун             | 4:1     | Ромфорд                  |
| 26 листопада              | Ноттс Каунті           | 4:0     | Тілбері                  |
| 26 листопада              | Ноттінгем Форест       | 1:0     | Бристоль Сіті            |
| 26 листопада              | Свіндон Таун           | 1:0     | Бристоль Роверз          |
| 26 листопада              | Донкастер Роверз       | 5:1     | Нью-Брайтон              |
| 26 листопада              | Рексем                 | 4:1     | Грантем                  |
| 26 листопада              | Іпсвіч Таун            | 2:1     | Брайтон енд Гоув Альбіон |
| 26 листопада              | Транмер Роверз         | 2:1     | Галіфакс Таун            |
| 26 листопада              | Стокпорт Каунті        | 3:0     | Біллінгем Синтонія       |
| 26 листопада              | Лейтонстоун            | 1:2     | Челмсфорд Сіті           |
| 26 листопада              | Аккрінгтон Стенлі      | 0:1     | Гартлпул Юнайтед         |
| 26 листопада              | Нортгемптон Таун       | 4:1     | Волтемстоу Авеню         |
| 26 листопада              | Бромлі                 | 1:2     | Вотфорд                  |
| 26 листопада              | Ріл                    | 0:3     | Рочдейл                  |
| 26 листопада              | Бредфорд Сіті          | 9:0     | Флітвуд                  |
| 26 листопада              | Міллволл               | 3:5     | Ексетер Сіті             |
| 26 листопада              | Карлайл Юнайтед        | 1:0     | Лінкольн Сіті            |
| 26 листопада              | Олдем Атлетік          | 4:0     | Стоктон                  |
| 26 листопада              | Крістал Пелес          | 0:3     | Ньюпорт Каунті           |
| 26 листопада              | Віттон Альбіон         | 0:1     | Мослі                    |
| 26 листопада              | Менсфілд Таун          | 4:1     | Волсолл                  |
| 26 листопада              | Порт Вейл              | 1:0     | Вілдстон                 |
| 26 листопада              | Саутпорт               | 1:1     | Барроу                   |
| 1 грудня Перегравання     | Барроу                 | 0:1     | Саутпорт                 |
| 26 листопада              | Герефорд Юнайтед       | 3:0     | Бромсгроув Роверз        |
| 26 листопада              | Нетерфілд              | 4:3     | Норт Шилдс               |
| 26 листопада              | Глостер Сіті           | 2:3     | Норвіч Сіті              |
| 26 листопада              | Ґейтсгед               | 3:1     | Йорк Сіті                |
| 26 листопада              | Лейтон Орієнт          | 0:2     | Саутенд Юнайтед          |
| 26 листопада              | Нанітон Боро           | 2:1     | Кінгс-Лінн               |
| 26 листопада              | Грейвсенд-енд-Нортфліт | 1:3     | Торкі Юнайтед            |

## Другий раунд
До другого раунду увійшли переможці першого раунду. 
| Дата                   | Господарі        | Рахунок | Гості            |
| ---------------------- | ---------------- | ------- | ---------------- |
| 10 грудня              | Рочдейл          | 1:2     | Ноттс Каунті     |
| 10 грудня              | Вотфорд          | 6:0     | Нетерфілд        |
| 10 грудня              | Веймут           | 2:1     | Герефорд Юнайтед |
| 10 грудня              | Йовіл Таун       | 3:1     | Джиллінгем       |
| 10 грудня              | Ноттінгем Форест | 0:2     | Стокпорт Каунті  |
| 10 грудня              | Кру Александра   | 1:1     | Олдем Атлетік    |
| 13 грудня Перегравання | Олдем Атлетік    | 0:0     | Кру Александра   |
| 19 грудня Перегравання | Кру Александра   | 0:3     | Олдем Атлетік    |
| 10 грудня              | Донкастер Роверз | 1:0     | Менсфілд Таун    |
| 10 грудня              | Рексем           | 2:2     | Саутенд Юнайтед  |
| 15 грудня Перегравання | Саутенд Юнайтед  | 2:0     | Рексем           |
| 10 грудня              | Нортгемптон Таун | 4:2     | Торкі Юнайтед    |
| 10 грудня              | Карлайл Юнайтед  | 2:0     | Свіндон Таун     |
| 10 грудня              | Ексетер Сіті     | 2:0     | Честер           |
| 10 грудня              | Гартлпул Юнайтед | 1:1     | Норвіч Сіті      |
| 16 грудня Перегравання | Норвіч Сіті      | 5:1     | Гартлпул Юнайтед |
| 10 грудня              | Порт Вейл        | 1:0     | Транмер Роверз   |
| 10 грудня              | Ньюпорт Каунті   | 1:1     | Ґейтсгед         |
| 15 грудня Перегравання | Ґейтсгед         | 1:2     | Ньюпорт Каунті   |
| 10 грудня              | Саутпорт         | 2:1     | Бредфорд Сіті    |
| 10 грудня              | Челмсфорд Сіті   | 1:1     | Іпсвіч Таун      |
| 15 грудня Перегравання | Іпсвіч Таун      | 1:0     | Челмсфорд Сіті   |
| 10 грудня              | Нанітон Боро     | 0:0     | Мослі            |
| 17 грудня Перегравання | Мослі            | 0:3     | Нанітон Боро     |

## Третій раунд
| Дата                  | Господарі               | Рахунок | Гості                      |
| --------------------- | ----------------------- | ------- | -------------------------- |
| 7 січня               | Блекпул                 | 4:0     | Саутенд Юнайтед            |
| 7 січня               | Честерфілд              | 3:1     | Йовіл Таун                 |
| 7 січня               | Бері                    | 5:4     | Ротергем Юнайтед           |
| 7 січня               | Вотфорд                 | 2:2     | Престон Норт-Енд           |
| 11 січня Перегравання | Престон Норт-Енд        | 0:1     | Вотфорд                    |
| 7 січня               | Редінг                  | 2:3     | Донкастер Роверз           |
| 7 січня               | Ноттс Каунті            | 1:4     | Бернлі                     |
| 7 січня               | Блекберн Роверз         | 0:0     | Ліверпуль                  |
| 11 січня Перегравання | Ліверпуль               | 2:1     | Блекберн Роверз            |
| 7 січня               | Астон Вілла             | 2:2     | Мідлсбро                   |
| 11 січня Перегравання | Мідлсбро                | 0:0     | Астон Вілла                |
| 16 січня Перегравання | Астон Вілла             | 0:3     | Мідлсбро                   |
| 7 січня               | Сандерленд              | 6:0     | Гаддерсфілд Таун           |
| 7 січня               | Лутон Таун              | 3:4     | Грімсбі Таун               |
| 7 січня               | Шеффілд Юнайтед         | 3:1     | Лестер Сіті                |
| 7 січня               | Стокпорт Каунті         | 4:2     | Барнслі                    |
| 7 січня               | Манчестер Сіті          | 3:5     | Дербі Каунті               |
| 7 січня               | Квінз Парк Рейнджерс    | 0:2     | Евертон                    |
| 7 січня               | Брентфорд               | 0:1     | Челсі                      |
| 7 січня               | Нортгемптон Таун        | 1:1     | Саутгемптон                |
| 11 січня Перегравання | Саутгемптон             | 2:3     | Нортгемптон Таун           |
| 7 січня               | Ковентрі Сіті           | 1:2     | Болтон Вондерерз           |
| 7 січня               | Портсмут                | 1:1     | Норвіч Сіті                |
| 12 січня Перегравання | Норвіч Сіті             | 0:2     | Портсмут                   |
| 7 січня               | Вест Гем Юнайтед        | 5:1     | Іпсвіч Таун                |
| 7 січня               | Манчестер Юнайтед       | 4:0     | Веймут                     |
| 7 січня               | Плімут Аргайл           | 1:1     | Вулвергемптон Вондерерз    |
| 11 січня Перегравання | Вулвергемптон Вондерерз | 3:0     | Плімут Аргайл              |
| 7 січня               | Карлайл Юнайтед         | 2:5     | Лідс Юнайтед               |
| 7 січня               | Олдем Атлетік           | 2:7     | Ньюкасл Юнайтед            |
| 7 січня               | Бредфорд Парк-Авеню     | 0:1     | Борнмут енд Боском Атлетік |
| 7 січня               | Ексетер Сіті            | 3:0     | Нанітон Боро               |
| 7 січня               | Кардіфф Сіті            | 2:2     | Вест-Бромвіч Альбіон       |
| 11 січня Перегравання | Вест-Бромвіч Альбіон    | 0:1     | Кардіфф Сіті               |
| 7 січня               | Ньюпорт Каунті          | 1:2     | Порт Вейл                  |
| 7 січня               | Свонсі Сіті             | 3:0     | Бірмінгем Сіті             |
| 7 січня               | Чарльтон Атлетік        | 2:2     | Фулгем                     |
| 11 січня Перегравання | Фулгем                  | 1:2     | Чарльтон Атлетік           |
| 7 січня               | Арсенал                 | 1:0     | Шеффілд Венсдей            |
| 7 січня               | Саутпорт                | 0:0     | Галл Сіті                  |
| 12 січня Перегравання | Галл Сіті               | 5:0     | Саутпорт                   |
| 7 січня               | Сток Сіті               | 0:1     | Тоттенгем Готспур          |

## Четвертий раунд
У цьому раунді зіграли переможці попереднього етапу.
| Дата                  | Господарі                  | Рахунок | Гості                      |
| --------------------- | -------------------------- | ------- | -------------------------- |
| 28 січня              | Блекпул                    | 2:1     | Донкастер Роверз           |
| 28 січня              | Честерфілд                 | 3:2     | Мідлсбро                   |
| 28 січня              | Борнмут енд Боском Атлетік | 1:1     | Нортгемптон Таун           |
| 2 лютого Перегравання | Нортгемптон Таун           | 2:1     | Борнмут енд Боском Атлетік |
| 28 січня              | Бернлі                     | 2:1     | Порт Вейл                  |
| 28 січня              | Бері                       | 2:2     | Дербі Каунті               |
| 1 лютого Перегравання | Дербі Каунті               | 5:2     | Бері                       |
| 28 січня              | Ліверпуль                  | 3:1     | Ексетер Сіті               |
| 28 січня              | Вотфорд                    | 0:1     | Манчестер Юнайтед          |
| 28 січня              | Вулвергемптон Вондерерз    | 0:0     | Шеффілд Юнайтед            |
| 1 лютого Перегравання | Шеффілд Юнайтед            | 3:4     | Вулвергемптон Вондерерз    |
| 28 січня              | Стокпорт Каунті            | 0:0     | Галл Сіті                  |
| 2 лютого Перегравання | Галл Сіті                  | 0:2     | Стокпорт Каунті            |
| 28 січня              | Тоттенгем Готспур          | 5:1     | Сандерленд                 |
| 28 січня              | Портсмут                   | 5:0     | Грімсбі Таун               |
| 28 січня              | Вест Гем Юнайтед           | 1:2     | Евертон                    |
| 28 січня              | Челсі                      | 3:0     | Ньюкасл Юнайтед            |
| 28 січня              | Чарльтон Атлетік           | 1:1     | Кардіфф Сіті               |
| 1 лютого Перегравання | Кардіфф Сіті               | 2:0     | Чарльтон Атлетік           |
| 28 січня              | Арсенал                    | 2:1     | Свонсі Сіті                |
| 28 січня              | Лідс Юнайтед               | 1:1     | Болтон Вондерерз           |
| 1 лютого Перегравання | Болтон Вондерерз           | 2:3     | Лідс Юнайтед               |

## П'ятий раунд
На цьому етапі зіграли переможці попереднього раунду.
| Дата                   | Господарі               | Рахунок | Гості                   |
| ---------------------- | ----------------------- | ------- | ----------------------- |
| 11 лютого              | Честерфілд              | 1:1     | Челсі                   |
| 15 лютого Перегравання | Челсі                   | 3:0     | Честерфілд              |
| 11 лютого              | Вулвергемптон Вондерерз | 0:0     | Блекпул                 |
| 15 лютого Перегравання | Блекпул                 | 1:0     | Вулвергемптон Вондерерз |
| 11 лютого              | Дербі Каунті            | 4:2     | Нортгемптон Таун        |
| 11 лютого              | Евертон                 | 1:0     | Тоттенгем Готспур       |
| 11 лютого              | Стокпорт Каунті         | 1:2     | Ліверпуль               |
| 11 лютого              | Манчестер Юнайтед       | 3:3     | Портсмут                |
| 15 лютого Перегравання | Портсмут                | 1:3     | Манчестер Юнайтед       |
| 11 лютого              | Арсенал                 | 2:0     | Бернлі                  |
| 11 лютого              | Лідс Юнайтед            | 3:1     | Кардіфф Сіті            |

## Шостий раунд
На цьому етапі зіграли переможці попереднього раунду.
| Дата      | Господарі    | Рахунок | Гості             |
| --------- | ------------ | ------- | ----------------- |
| 4 березня | Челсі        | 2:0     | Манчестер Юнайтед |
| 4 березня | Ліверпуль    | 2:1     | Блекпул           |
| 4 березня | Дербі Каунті | 1:2     | Евертон           |
| 4 березня | Арсенал      | 1:0     | Лідс Юнайтед      |

## Півфінали
У півфіналах зіграли команди, що перемогли на попередньому етапі.
| Дата                    | Господарі | Рахунок | Гості   |
| ----------------------- | --------- | ------- | ------- |
| 18 березня              | Арсенал   | 2:2     | Челсі   |
| 22 березня Перегравання | Челсі     | 0:1 дч  | Арсенал |
| 25 березня              | Ліверпуль | 2:0     | Евертон |

## Фінал
| 29 квітня 1950 |

| Арсенал        | 2:0      | Ліверпуль |
| -------------- | -------- | --------- |
| Льюїс 18', 63' | Протокол |           |

| Вемблі, Лондон Глядачів: 100 000 Арбітр: Гаррі Пірс |